# Pravenec
Pravenec és un poble i municipi d'Eslovàquia que es troba a la regió de Trenčín. La primera menció escrita de la vila es remunta al 1267.

## Demografia
| Godina             | 1994 | 2004   | 2014    | 2024   |
| ------------------ | ---- | ------ | ------- | ------ |
| Nombre de persones | 1211 | 1178   | 1327    | 1283   |
| Diferència         |      | −2,72% | +12,64% | −3,31% |

| Godina             | 2023 | 2024   |
| ------------------ | ---- | ------ |
| Nombre de persones | 1295 | 1283   |
| Diferència         |      | −0,92% |